# Археотерий
Археотерий (лат. Archaeotherium, греческий: αρχαιοθήριον, что означает «древний зверь») — род парнокопытных из семейства энтелодонтов, представители которого существовали с конца эоцена по конец олигоцена (около 33,9—24,8 млн лет назад) на территории современных США и Канады.

## Описание

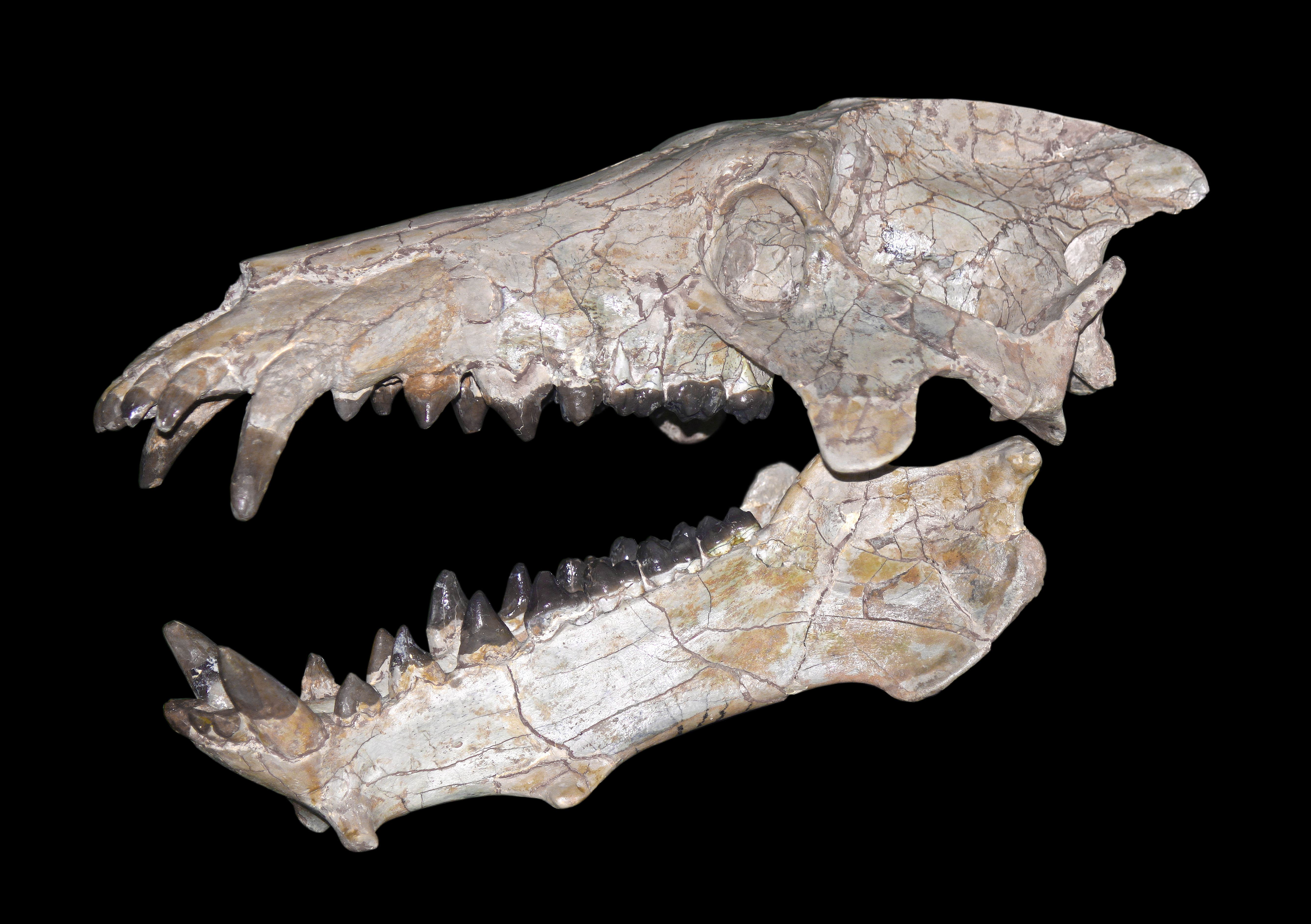
Череп Archaeotherium mortoni

Впервые открытый в 1850 году Лейди типовой вид рода Archaeotherium mortoni является одним из наиболее изученных представителей энтелодонтов. Археотерии являются одними из самых ранних энтелодонтов. Представители отряда были около 1,2 м в холке и достигали около 2 м в длину при весе около 270 кг. Хотя, вместе с другими энтелодонтами он и напоминал внешне свинью, но был более тесно связан с анкодонтами и китообразными. Как и другие представители энтелодонтов археотерии характеризуются расширенными остистыми отростками на первых спинных позвонках, что свидетельствует о развитых мощных мышцах шеи, которая поддерживала крупный череп. Челюсти могли открываться весьма широко. Крупные клыки располагались непосредственно в передней части пасти. Реконструкция и исследование мозга свидетельствуют о сильно развитой обонятельной области. В сочетании с длинными носовыми проходами черепа это напоминает строение обонятельной системы свиней.

## Образ жизни
Вероятно, были всеядными. Рацион, видимо, состоял преимущественно из растительной пищи (клубни, корневища, корни, луковицы, плоды, орехи и т. п.), но также включающей различных мелких животных и падаль. Растительную пищу добывали при помощи мощных клыков и резцов, но, судя по относительно слабым коренным зубам, она не требовала больших усилий для измельчения. Жили небольшими семейными группами, кочевавшими в поисках пищи. Группы могли перемещаться на большие расстояния, в пределах своего участка обитания.

## Виды
Согласно данным сайта Paleobiology Database, на август 2021 года в род включают 15 вымерших видов:
- Archaeotherium calkinsi Sinclair 1905
- Archaeotherium caninus Troxell, 1920
- Archaeotherium coarctatum Cope, 1889
- Archaeotherium crassum Marsh, 1873
- Archaeotherium imperator Leidy, 1873
- Archaeotherium ingens Leidy, 1856
- Archaeotherium marshi Troxell, 1920
- Archaeotherium mortoni Leidy, 1850
- Archaeotherium palustris Schlaikjer, 1935
- Archaeotherium scotti Sinclair, 1922
- Archaeotherium superbum Leidy, 1868
- Archaeotherium trippensis Skinner et al., 1968
- Archaeotherium wanlessi Sinclair, 1922
- ? Choerodon calkinsi Sinclair, 1905
- ? Eotherium abeli Sickenberg, 1834